# Nephropoidea
Nephropoidea zijn een superfamilie van kreeftachtigen die behoort tot de stam van geleedpotigen (Arthropoda). 

## Verspreiding en leefgebied
Ze komen over de gehele wereld voor, zowel in zoet als in zout water. Veel soorten houden het zelfs een tijdje uit op het land, al overleven ze dat niet lang.

## Taxonomie
De volgende families zijn ingedeeld in de superfamilie:
- Nephropidae (zeekreeften)
- Chilenophoberidae  †
- Protastacidae  †
- Stenochiridae  †